# Baryconus coriaceus
Baryconus coriaceus är en stekelart som först beskrevs av Jean-Jacques Kieffer 1926.  Baryconus coriaceus ingår i släktet Baryconus och familjen Scelionidae. Inga underarter finns listade.